# برابری فرصت

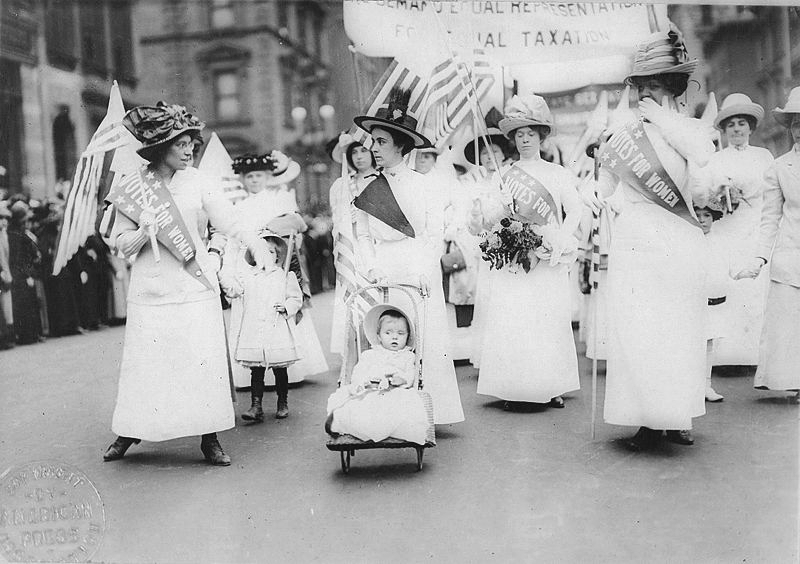
راهپیمایی زنان در نیویورک علیه ستم

فرصت برابر (به انگلیسی: Equal Opportunity) یا برابری فرصت (به انگلیسی: Equality of Opportunity) یک ایدئال سیاسی است که در تضاد با نظام طبقاتی کاسْت (انتساب‌سالاری) است؛ اگرچه با نفس وجود نظام طبقاتی عادلانه (شایسته‌سالاری) در تضاد نیست. بر اساس برابری فرصت شهروندان می‌بایست تحت شرایطی برابر با هم به رقابت (سیاسی و اقتصادی) بپردازند. برابری فرصت ناشی از یکسان برخورد کردن با همهٔ مردم، فارغ از موانع یا تعصبات یا ترجیحات مصنوعی است، مگر وقتی که تمایزهای خاصی را بتوان صریحاً توجیه کرد. هدف از این مفهوم غالباً پیچیده و مورد مناقشه این است که مشاغل مهم باید به «شایسته ترین‌ها» تخصیص یابند-کسانی که احتمالاً قابل ترین‌ها در انجام یک وظیفهٔ خاص باشند- و نه به کسانی که به دلایل تصادفی یا بیربط مثل وضعیت خانوادگی یا دوستان، دین، جنسیت، قومیت، خویشاوندسالاری نژاد، طبقه، سن، هویت یا گرایش جنسی آن را به دست می‌آورند.